# Вороницын, Иван Петрович
Ива́н Петро́вич Ворони́цын (28 января 1885, Нарва — 25 января 1938, Пермская область) — российский революционер и публицист, историк атеизма.

## Биография
Иван Вороницын родился 28 января 1885 года в городе Нарва Петербургской губернии в семье армейского подполковника П. И. Вороницына. Вырос в Житомире, в 17 лет ушёл из дома на почве революционных убеждений. Уехал в город Глазов Вятской губернии, где отбывал ссылку его сводный брат Александр Неустроев. Там сошёлся с местными ссыльными социал-демократами и под их влиянием окончательно установился как марксист.
Осенью 1902 года в Харькове вступил в РСДРП, готовился к экзамену на аттестат зрелости и одновременно работал в «Союзе учащейся молодежи» при местном комитете РСДРП. За распространение нелегальной литературы в 1903 году был арестован и до середины октября находился в тюрьме, после чего был выслан в Холмогоры — до решения дела. Именно там Иван Вороницын определился как меньшевик. За нелегальную переписку в конце зимы был переведён в Архангельскую тюрьму, но через месяц возвращён в Холмогоры.
В апреле 1904 года устроил вместе с Я. Дубровинским побег революционеру Редкозубову, за что оба были арестованы и высланы в распоряжение Мезенского исправника. В ночь на 3 июня они сбежали по дороге у Пинеги.
В середине июля Вороницын нелегально прибыл в Берлин, затем перебрался в Женеву, где познакомился с руководителями меньшевиков Даном и Мартовым, был представлен самому Плеханову.
В ноябре тайно вернулся в Россию, где стал работать в качестве организатора партийной работы в Бутырском районе Москвы. 9 февраля 1905 года снова был арестован, помещён в Таганскую тюрьму, откуда вышел лишь 5 сентября под залог, который внесли его однопартийцы.
Но в Москве оставаться он не мог, и его отправили в Севастополь для восстановления социал-демократических организаций, разгромленных охранкой после восстания на броненосце «Потёмкин». В качестве представителя Центра Иван Петрович (именно под таким именем знали его в Севастополе) был среди организаторов Севастопольского восстания матросов в 1905 году, председателем Совета флотских депутатов. Выполняя задание своего руководства, он вёл борьбу на два фронта — против власти и против большевиков, державших курс на немедленное вооруженное выступление. Когда же он понял, что сдержать стихийно начинавшееся восстание уже невозможно, принял на себя руководство и привлёк в качестве военного руководителя П. П. Шмидта — отставного лейтенанта флота. В день подавления восстания — 15 ноября — Вороницын находился на контрминоносце «Свирепый» и был снят с него вместе с уцелевшей частью команды после того, как судно было выбито из строя огнём с кораблей, сохранивших верность царю. Был приговорён к смертной казни, заменённой на бессрочную каторгу ввиду несовершеннолетия подсудимого (до 21 года на момент совершения преступления).
С 1906 года и до Февральской революции Иван Петрович Вороницын отбывал заключение в тюрьмах Смоленска, Вологды, Ярославля, Шлиссельбургской крепости.
Затем вернулся в Житомир, возглавлял местную организацию партии меньшевиков, был председателем Совета первого созыва, гласным городской думы, членом делегации своей партии в Центральной Раде.
После занятия Житомира немецкими войсками в соответствии с Брестским договором был арестован и вывезен немцами в концлагерь Бяла (Польша).
Был освобождён после ноябрьской революции в Германии, и вновь возвратился в родной Житомир. Избирался делегатом Трудового конгресса от Волыни в январе 1919 года, тогда же стал товарищем городского головы, а в феврале был избран городским головой Житомира. Редактировал газету «Волынская Заря» (1919—1920).
После окончательного утверждения в крае советской власти некоторое время продолжал жить в Житомире, но в 1923 году был выслан на 3 года в Пермский край. Проживал с супругой в Чердыни, Усолье, Парабели.
В 1926 году был восстановлен в правах, что позволило перебраться в Пермь, где он серьёзно занялся литературной работой. Опубликовал основательный труд «История атеизма» (1928, 3-е издание 1930) и ряд примыкавших к нему работ, в том числе книги «Светский календарь и гражданская религия Великой французской революции», «Декабристы и религия», «В. Г. Белинский и религия», «А. И. Герцен и религия», «История атеистической книги», биографии Ламетри (1925) и Гельвеция (1926). Кроме того, напечатал биографии своего соратника по Севастопольскому восстанию Петра Петровича Шмидта и революционера Бориса Жадановского, воспоминания «Из мрака каторги. 1905—1917» (1922) и «У немцев. Очерки политической тюрьмы и ссылки» (1923).
В начале 1930-х годов Вороницын работал заведующим технической библиотекой на заводе № 19, но и эту скромную должность ему удавалось сохранить лишь благодаря вмешательству Серго Орджоникидзе — старого товарища по партии. Когда же в СССР начались массовые репрессии, этого заступника уже не было в живых, и в декабре 1937 года Иван Петрович Вороницын был арестован по обвинению в диверсионной деятельности и вредительстве. Приговорен к высшей мере наказания и расстрелян 25 января 1938 года.